# Liga Bank
Die LIGA Bank eG ist eine katholische kirchliche Genossenschaftsbank mit Sitz in der bayerischen kreisfreien Stadt Regensburg.

## Geschichte

### Anfänge und Kriegsjahre
Der „Verband der katholischen Ökonomiepfarrer Bayerns“ als Vorgänger der LIGA Bank wurde am 15. Februar 1917 in Regensburg von 34 katholischen Priestern als Genossenschaftsbank gegründet. Die Kirchenangehörigen kamen aus sechs bayerischen Diözesen. Als „Vater“ dieser Bank gilt Prälat Anton Götz. Die Pfarreien in der bayerischen Provinz mussten sich zunächst meist selbst finanzieren. Deshalb war es üblich, sich Geld von Verwandten, begüterten Familien innerhalb der neu geschaffenen Pfarreien oder privaten Darlehensvermittlern zu leihen. Durch diese Praxis konnten die Pfarrer abhängig von kirchenfremden Personen oder Institutionen werden. Deshalb gründeten die Pfarrer den „Verband der katholischen Ökonomiepfarrer Bayerns“, die heutige LIGA Bank eG.
Ziel war, durch genossenschaftliche Selbsthilfe die Mittel für die wirtschaftliche Unabhängigkeit der Ökonomiepfarrer sicherzustellen. Bei der ersten Generalversammlung im Juli 1917 zeigte sich, dass die Beschränkung auf „Ökonomiepfarrer“ nicht ausreichend war. Der spätere Vorstandsvorsitzende Prälat Anton Götz initiierte deshalb eine Ausweitung und Neugründung des Verbandes. Diese erfolgte am 27. Oktober 1919 als Wirtschaftlicher Verband der katholischen Geistlichen Bayerns. 1922 und 1923 wurden Filialen in München, Würzburg und Augsburg eröffnet. Im September 1924 beschloss die ordentliche Mitgliederversammlung eine Namensänderung: dem Verband wurde ab sofort die Bezeichnung „LIGA“ vorangestellt. Der Name geht auf die Klerusorganisationen in Spanien und Italien zurück. Diese „LIGA“ wurde aber nicht nur als Zusammenschluss gesehen, sondern auch als ein Ausdruck der Verbundenheit und Gemeinschaft innerhalb der Kirche. 1925 hatte die Bank bereits 3244 Mitglieder. „Finanzielle Unregelmäßigkeiten“ in den Jahren 1926 und 1927 führten das Unternehmen an den Rand des Konkurses. Der bayerische Klerus sprang der Bank bei und innerbetriebliche Veränderungen ermöglichten eine Sanierung in relativ kurzer Zeit. Als eines der ganz wenigen Institute konnte die LIGA während der Zeit der Bankenkrise in den 1930er Jahren ihre Schalter offenhalten. Sie musste keine Kreditsperre verhängen. Ab 1933 wurde die Situation für kirchliche Banken in Deutschland schwieriger: Der Vorstandsvorsitzende, Geistlicher Rat Johann Hösl, wurde zeitweilig in Schutzhaft genommen, und Direktor Franz Stadtler, Filiale München, war längere Zeit in Untersuchungshaft. 1943 stand die LIGA vor der Auflösung durch das NS-Regime. Durch eine Hinhaltetaktik konnte dies jedoch bis Kriegsende hinausgezögert werden, was die Auflösung der Bank verhinderte. Allerdings wurde die Würzburger Filiale am 31. Mai 1943 zwangsweise geschlossen.

### Nachkriegszeit und Gegenwart
Die Nachkriegszeit war zunächst vom Wiederaufbau der ausgebombten Filialen geprägt. Am 2. November 1946 konnte die 1943 zwangsweise geschlossene Würzburger Filiale wieder eröffnet werden. Seit den frühen 1950er Jahren war und ist die damalige LIGA Spar- und Kreditgenossenschaft eGmbH Regensburg die größte Genossenschaftsbank Bayerns. Neue Filialen wurden in Speyer (1965) und Nürnberg (1970) sowie Anfang der 1980er Jahre in Bamberg, Eichstätt und Passau eröffnet. Seit dieser Zeit ist die LIGA Spar- und Kreditgenossenschaft eG. Regensburg in allen Bistümern der Freisinger Bischofskonferenz vertreten. 1982 wurde die neu errichtete Regensburger Zentrale bezogen. Ab 1989 starten die ersten hauseigenen Liga-Investmentfonds, welche sich durch eine spezielle ethisch-nachhaltige Ausrichtung auszeichnen.
Mit der Wiedervereinigung Deutschlands weitete die LIGA Spar- und Kreditgenossenschaft eG. Regensburg ihr Geschäftsgebiet geographisch aus. Seit Juli 1991 existiert eine Filiale in Dresden für Kunden aus den Bistümern Dresden-Meißen und Görlitz. Außerdem ist die Bank seit 1997 in Stuttgart und seit 2002 in Freiburg aktiv. Im Jahr 2000 wurde die Liga-Vermögensverwaltung und 2002 die Liga Bank-Stiftung gegründet. Im Jahr 2017 feierte die LIGA Bank eG ihr 100-jähriges Bestehen.
Die heutige LIGA Bank eG versteht sich als „christliche Standesbank“ und stellt ihre Leistungen in den Dienst der katholischen Kirche. Die Bank war über 50 Jahre lang die größte Bank im Genossenschaftsverband Bayern, diesen Status hat mittlerweile jedoch die Münchener Hypothekenbank eG inne.
Im Jahr 2001 erfolgte die Umfirmierung der bisherigen LIGA Spar- und Kreditgenossenschaft eG. Regensburg in die heutige Firmierung LIGA Bank eG.

## Rechtsverhältnisse
Die LIGA Bank eG ist im Genossenschaftsregister beim Amtsgericht Regensburg unter GnR 566 eingetragen.

## Organisationsstruktur
Rechtsgrundlagen sind das Genossenschaftsgesetz und die durch die Generalversammlung beschlossene Satzung. Organe der Bank sind der Vorstand, der Aufsichtsrat und die Generalversammlung.

## Sicherungseinrichtung
Die LIGA Bank eG ist der amtlich anerkannten Sicherungseinrichtung des Bundesverbandes der Deutschen Volksbanken und Raiffeisenbanken GmbH und der zusätzlichen freiwilligen Sicherungseinrichtung des Bundesverbandes der Deutschen Volksbanken und Raiffeisenbanken e.V. angeschlossen.

## Geschäftsausrichtung
Die LIGA Bank eG ist zum einen die Hausbank kirchlicher institutioneller Kunden, zum anderen betreibt sie Privatkundengeschäft als Universalbankgeschäft. Im Verbundgeschäft arbeitet sie mit der DZ Bank, R+V Versicherung, Bausparkasse Schwäbisch Hall, Teambank, VR Smart Finanz, DZ Hyp und der Union Investment zusammen.

### Versicherungsgeschäfte
Bereits seit den ersten Jahren ist die LIGA Bank eG auch im Versicherungswesen mit Sondertarifen für kirchliche Mitarbeiter und den katholischen Klerus tätig. 1937 begann die bis heute bestehende Partnerschaft mit der Versicherungskammer Bayern. Um der gestiegenen Nachfrage besser nachkommen zu können, wurde am 1. Januar 2016 die LIGA-Gassenhuber Versicherungsagentur GmbH ins Leben gerufen.
Im Laufe der Zeit wurden dem wirtschaftlichen Verband unter anderem folgende Unterstützungskassen angegliedert:
- Priester-Rentenkasse (1922–1935)
- Fürsorgekasse für Pfarrhausangestellte (1922–1935)
- Priester-Krankenkasse (ab 1923), firmiert heute als LIGA Krankenversicherung katholischer Priester VVaG
- Priester-Sterbekasse (1924–1940)

## Geschäftsgebiet
Das Geschäftsgebiet erstreckt sich auf den gesamten süddeutschen Raum und Österreich.
An diesen Orten betreibt die Bank Filialen:
- Regensburg (Hauptstelle, jur. Sitz)
- Dresden (Geschäftsstelle)
- Nürnberg (Geschäftsstelle)
- Bamberg (Geschäftsstelle)
- Eichstätt (Geschäftsstelle)
- Speyer (Geschäftsstelle)
- München (Geschäftsstelle)
- Würzburg (Geschäftsstelle)
- Augsburg (Geschäftsstelle)
- Passau (Geschäftsstelle)
- Stuttgart (Geschäftsstelle)
- Freiburg im Breisgau (Geschäftsstelle)